# 中國自駕游聯盟
中国自驾游联盟（英語：Road Trip Alliance，简称RTA）总部位于上海，是由中国的自驾游爱好者、组织者、旅游机构、媒体共同发起成立的非營利的民间性机构。

## 成立
2007年8月7日，中国自驾游联盟在上海宣布成立，随后，在中国内地28个省、自治区、直辖市建立了为各地自驾游爱好者提供配套服务的分支机构，即各自驾游中心。

## 背景
在中国，已于1.12亿人持有驾驶证（截止2008年底），家庭轿车保有量也在逐年飞增，这使得中国自驾游市场迅速崛起。但是在中国，自驾游很大程度上都是自发性的活动，缺乏有效组织和服务，这促使中国自驾游联盟这一机构成立成为必然的趋势。

## 功能
中国自驾游联盟主要有三个方面的功能，一是为自备车主提供自驾游的资讯和相关配套服务，二是与中国各主要国内旅行社合作组织各类自驾游的活动，三是为自驾游爱好者提供异地租车的第三方担保服务。

## 组成
中国自驾游联盟现已经建成一个中国网上租车的电子商务网站，即路骋网，为中国自驾游爱好者提供异地租车、网络租车的第三方担保服务。2007年11月和2008年3月，中国自驾游联盟与华夏银行、德意志银行联合发行了RTA中国自驾游借记卡和RTA中国自驾游信用卡。